# Alejandro Rossi
Alejandro Francisco Rossi Guerrero (Florencia, 22 de septiembre de 1932, Ciudad de México, 5 de junio de 2009), conocido como Alejandro Rossi, fue un filósofo y escritor mexicano de padre italiano y madre venezolana. Fue conocido en México, su país de adopción, por su trayectoria filosófica y por haber sido estrecho colaborador de Octavio Paz en sus empresas culturales. Su obra literaria, no demasiado extensa, parece inclinarse por el ensayo, aunque también ha realizado incursiones en la narrativa breve.

## Estudios y docencia
Realizó sus estudios primarios en  Roma y Florencia. En 1942, embarcó con su familia en Cádiz con destino a Puerto Cabello (Venezuela) y luego estuvo en Caracas, Buenos Aires, Montevideo y Los Ángeles. Una vez residiendo en la Ciudad de México ingresó a la Facultad de Filosofía y Letras de la Universidad Nacional Autónoma de México donde obtuvo su licenciatura. Realizó estudios de posgrado en Friburgo de Brisgovia y en la Universidad de Oxford. Impartió clases y fue investigador del Instituto de Investigaciones Filosóficas de su Alma máter.

## Colaboración en revistas
Fue cofundador y codirector de la revista hispanoamericana Crítica, así como miembro del consejo de redacción de la revista Plural y director interino de la revista Vuelta. Fue invitado en 1983 al St. Anthony's College de la Universidad de Oxford en Inglaterra. Luego, preparó la antología José Gaos: Filosofía de la Filosofía (Crítica, 1989) y colaboró en libros como Philosophie und Rechtstheorie in Mexiko (Duncker & Humblot, Berlín, 1989) y en Philosophical Analysis in Latin America (Reidel Dordrecht, Holanda).
Otras obras son "Manual del Distraído" y "La Fábula de las Regiones". Ha sido autor de ensayos como "Lenguaje y significado" (Siglo XXI, 1968, FCE., 1995). Asimismo rindió homenaje muchos años después a uno de los puntales de su pensamiento, José Ortega y Gasset, en un volumen escrito en colaboración con otros autores (FCE, 1984, 1996).
Rossi primeramente fue miembro del Consejo de Redacción de la revista Plural, suplemento cultural del periódico Excélsior que encabezaba el poeta Octavio Paz, mientras Julio Scherer García era el director de aquel matutino. Cuando en 1976 (8-07-1976) el diario fue sometido a un cerco publicitario por el entonces presidente Luis Echeverría Álvarez (1970-1976) –debido a las críticas que se ejercían desde allí contra su gobierno–, Rossi siguió a Paz y a sus colaboradores para fundar la revista literaria Vuelta, y fue su director interino algunos meses. Formó parte luego del Consejo de Redacción hasta el último día en que se imprimió esta. La revista Vuelta fue acreedora del Premio Príncipe de Asturias de Comunicación en 1993.[cita requerida]

## Escritor
Como escritor, el nombre de Alejandro Rossi ha estado asociado fundamentalmente a un libro que por sí solo hubiera bastado para garantizarle un lugar aparte en las letras hispánicas de los últimos años. Un lugar pequeño en cuanto al espacio, medio oculto, de no fácil acceso, felizmente minoritario. El Manual del distraído, en efecto, es una de esas breves y singulares obras maestras de la literatura. Libro inclasificable, a medio camino entre el ensayo a la manera de Michel de Montaigne y el cuento, hecho de pequeños ensayos, narraciones breves, textos de circunstancias y fragmentos cuya unidad reside antes que nada en un tono literario: claridad, fluidez, amenidad y una precisión verbal para la que no se me ocurre calificativo más adecuado que borgeana (pocos autores han asimilado mejor la lección de Jorge Luis Borges que Rossi, una lección que es, ante todo, estilística). Una de las peculiaridades de la trayectoria literaria de Rossi es que en su caso no hubo un proceso de aprendizaje visible, una serie de obras en las que paulatinamente fuera madurando su estilo. A la hora de publicar las entregas del Manual del distraído era ya perfectamente dueño de él. Hubo, como se verá, una evolución, pero sus facultades estilísticas básicas ya estaban desarrolladas.[cita requerida]
En el primer libro de Rossi destaca, antes que nada, una insólita exactitud verbal, pero también la capacidad de observación, la fascinación por el detalle y por esa épica cotidiana que Eugenio Montale e Italo Svevo conocieron a fondo. Los ensayos del Manual del distraído (ensayos en el mejor y más auténtico sentido de la palabra, textos como Confiar, Calles y casas o Enseñar) son verdaderos modelos del género y las narraciones, en apariencia sencillas, con frecuencia ocultan algo más, pues el relato, en Rossi, es casi siempre un metarrelato y una reflexión sobre el acto de narrar, rasgo que se agudiza en sus obras posteriores.[cita requerida]
Ya en los últimos textos del Manual del distraído aparecen los personajes emblemáticos del mundo narrativo de Rossi: el memorable Gorrondona –el Crítico carnicero, el Búfalo, una enorme masa hecha de bilis, resentimiento y sarcasmo– y el cándido Leñada, el eterno aspirante a escritor, sin olvidar al anónimo narrador de sus historias. La vena paródica de Rossi encontró en el mundo del café literario y sus parroquianos un refugio ideal. Esta es la línea que prosigue en su siguiente obra, ya más puramente narrativa, Un café con Gorrondona. Más de una afinidad guardan estas narraciones con las de H. Bustos Domecq, otra de las referencias clásicas del autor.[cita requerida]
Hasta este momento de su obra literaria, todo se desarrollaba con cierta normalidad. Rossi había escrito una serie de ensayos memorables, personalísimos, y creado con un puñado de cuentos un mundo narrativo propio. Faltaba, sin embargo, algo más. No pocos de sus lectores se habrán desconcertado al leer por primera vez los relatos que a la postre integrarían La fábula de las regiones. ¿Qué se le había perdido a Rossi en el trópico, en ese "vasto reino de pesadumbre" que, por otro lado, mostrara conocer tan bien al reseñar El otoño del patriarca en las páginas del Manual del distraído?[cita requerida]
Estos cuentos constituyen un parteaguas en su obra. Es posible, claro, apuntar indicios y ensayar explicaciones, pero era difícil prever un giro de esta naturaleza. Una vez superada la sorpresa inicial, al lector no le queda sino admitir la evidencia: Rossi, si cabe, es un escritor aún mejor de lo que creía. El mismo rigor literario, la misma prosa afilada puestos al servicio de la tragicómica historia de nuestros países: "Tierras difíciles, mi estimado doctor, aquí no se va a escribir La crítica de la Razón Pura, quíteselo de la cabeza", advierte el narrador de Luces del puerto, una de las mejores piezas de la colección. Como ya había adelantado, aquí la estructura narrativa se complica. Relatos de relatos, historias dentro de historias. En medio de ellos, la crítica constante a la historia, el desenmascaramiento de toda verdad oficial. En La fábula de las regiones, Rossi ha recreado un ambiente preciso, un ambiente hecho de hamacas, casas húmedas, vegetación lujuriosa, ríos desbordados, sudor pegajoso, mosquitos, tiranos, políticos corruptos, revueltas, guerras interminables y mentiras por todos lados.[cita requerida]
Cartas credenciales es un libro que recoge textos escritos para diversas ocasiones, el discurso de ingreso en El Colegio Nacional, recuerdos de autores y amigos, semblanzas, etcétera), miscelánea que aun en los textos más circunstanciales no hace sino poner de manifiesto una vez más la eficacia prosística del autor.

## Premios y distinciones
- Beca de la Fundación Rockefeller en 1960 y 1961.
- Beca Guggenheim en 1985.
- Águila Azteca por el gobierno federal de México en 1988.
- Miembro de la Junta Directiva del Fondo de Cultura Económica desde 1989.
- Orden Andrés Bello en Primer Grado por la República de Venezuela en 1996.
- Miembro de El Colegio Nacional desde 1996.
- Miembro de la Junta de Gobierno de El Colegio de México de 1997 a 2005.
- Premio Nacional de Ciencias y Artes en el área de Lingüística y Literatura por el gobierno federal de México en 1999.[4]
- Premio Universidad Nacional en el área de Creación Artística y Extensión de la Cultura en 2000.
- Doctor honoris causa por la Universidad Nacional Autónoma de México en 2001.
- Comendador de número de la Orden de Isabel la Católica por el gobierno de España en 2002.
- Doctor honoris causa por la Universidad Central de Venezuela en 2005.[5]
- Premio Xavier Villaurrutia por su novela Edén. Vida imaginada, a sus 74 años en 2007.[6]

## Obras
- Lenguaje y significado (1968)
- Manual del distraído (1978)
- Sueños de Occam (1982)
- Ortega y Gasset como coautor (1984)
- Diario de guerra (1994)
- El Cielo de Sotero (1987)
- La fábula de las regiones (1998)
- Cartas credenciales (1999)
- Un café con Gorrondona (1999)
- Obras reunidas (2005)
- Edén. Vida imaginada (2006)